# Patrick Blanc
Pour les articles homonymes, voir Patrick Blanc (homonymie) et Blanc (homonymie).

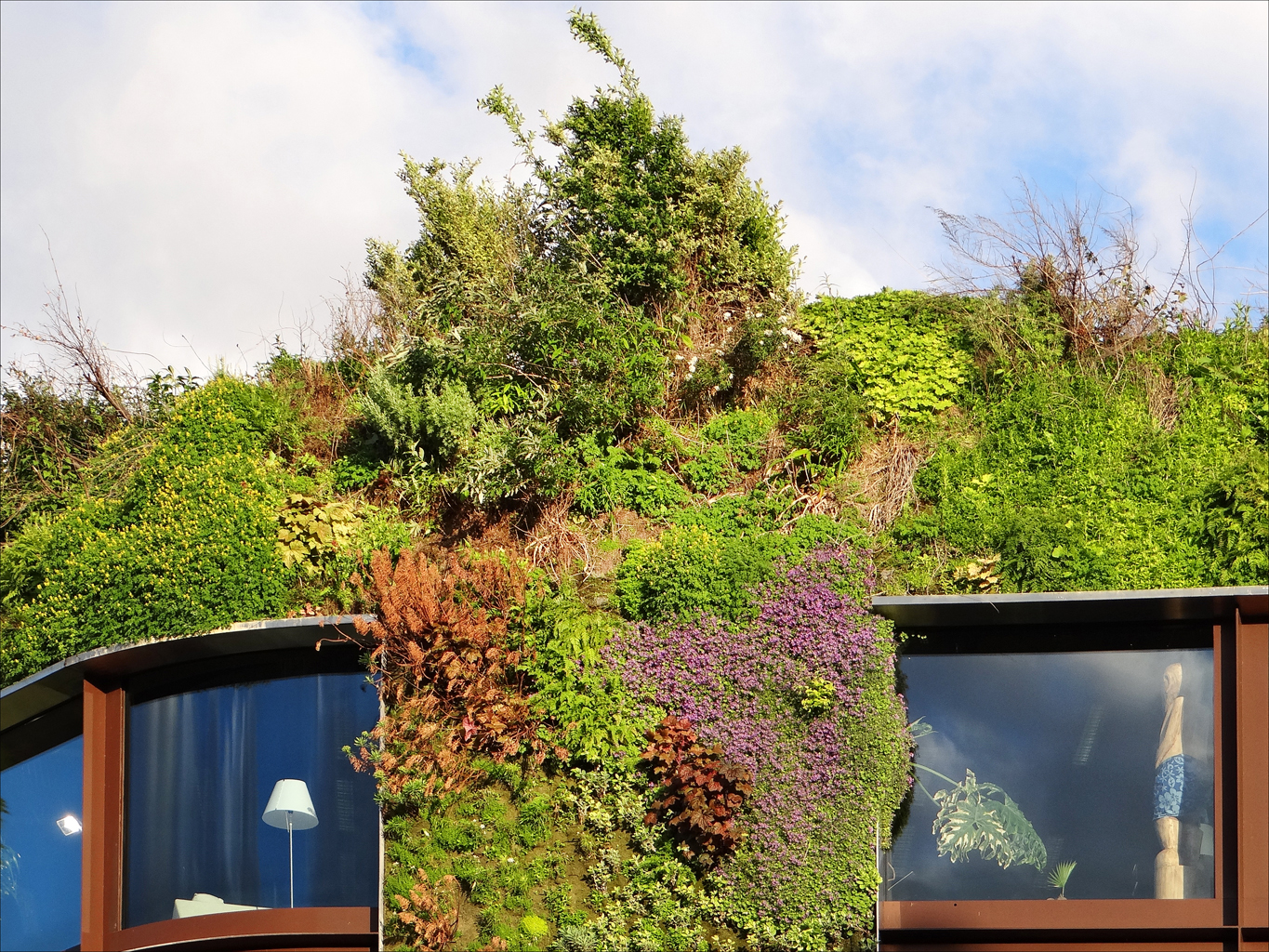
Sommet du mur végétal du Musée du Quai Branly en 2012.

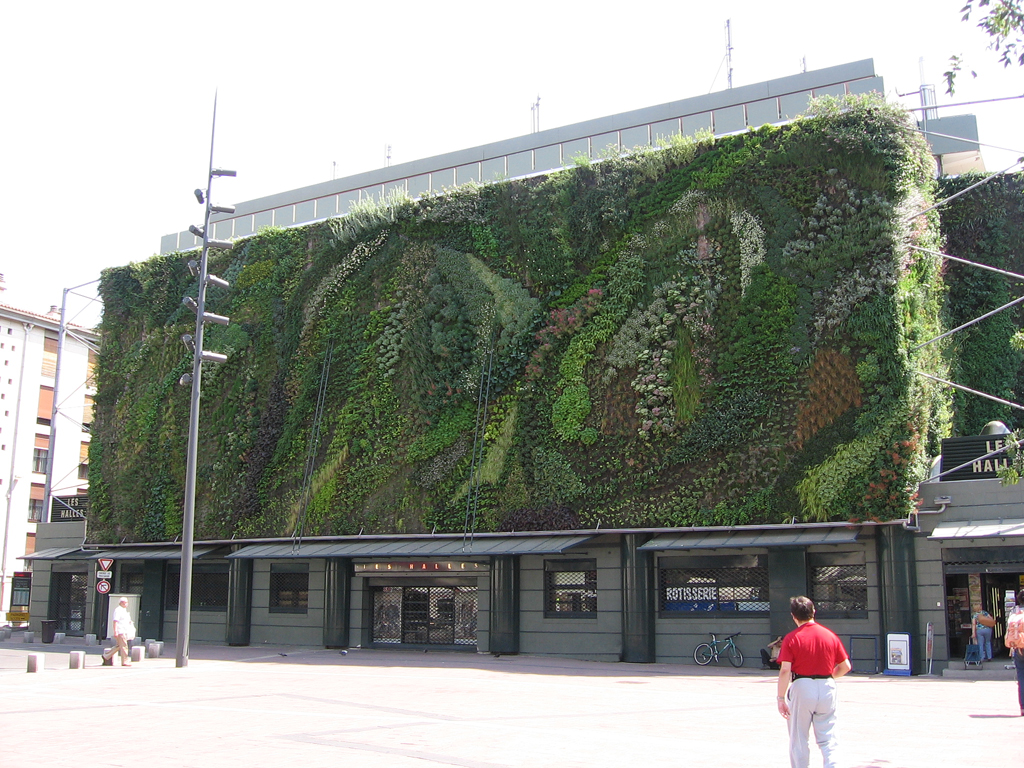
Halles, Avignon (2005) au moment de sa création.

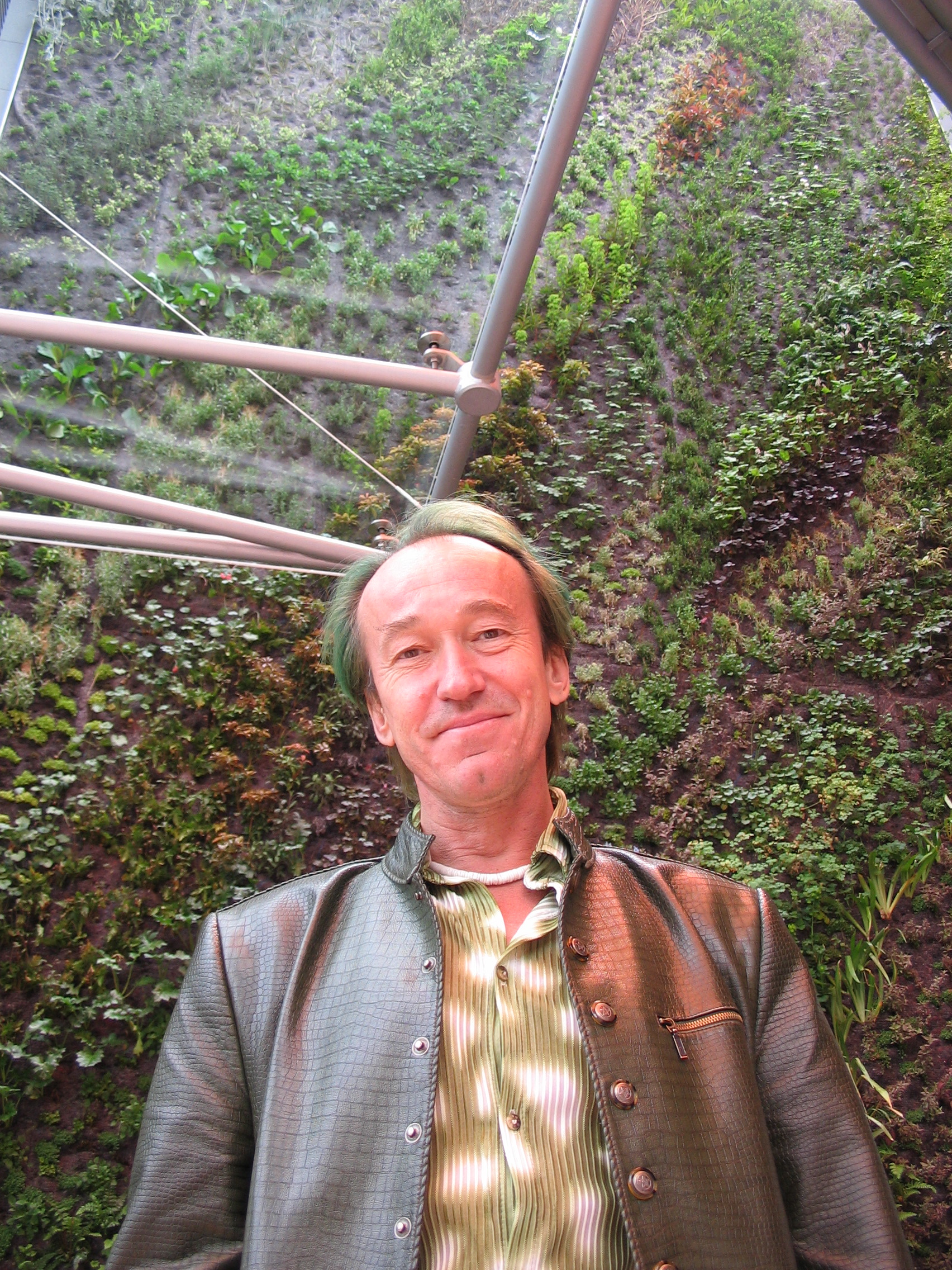
Patrick Blanc devant le mur végétal du centre commercial Les Quatre Temps, 2006, La Défense, Puteaux.

Patrick Blanc né le 3 juin 1953 à Issy-les-Moulineaux est biologiste, botaniste, chercheur au CNRS. Il invente en 1986 les murs végétalisés.

## Biographie
Enfant il est aquariophile et s’intéresse aux plantes. En 1972, alors qu'il est étudiant en botanique, il voyage en Thaïlande et Malaisie et découvre les plantes des sous-bois tropicaux capables de se contenter de peu de lumière. 
Il entre au CNRS en 1982 et obtient son doctorat ès science à l'université Pierre-et-Marie-Curie en 1989.

## L'inventeur des murs végétaux
Il réalise un premier mur végétal en 1986 à la cité des sciences de La Vilette et dépose un brevet sur les murs végétaux en 1988. 

Il décrit ainsi son concept de mur végétalisé :
« 
Son concept de mur végétalisé sur feutre est né pendant son enfance alors qu'il a 12-13 ans : voulant filtrer l'eau de son aquarium, il s'inspire d'une revue d'aquariophilie allemande pour utiliser des racines de Philodendron qui extraient les excès de sels minéraux et d'azote. Cette plante d'intérieur étant grimpante, il a l'idée de la fixer au mur recouvert d'une planche feutrée (feutre de fibres de noix de coco, laine de roche, sphaignes puis finalement feutre synthétique imputrescible) afin de développer au maximum ses racines. Devenu botaniste, il découvre en 1972 les plantes tropicales épiphytes, saxicoles et myrmécophytes et les adapte à ses murs.
 »
Ce type de réalisation évoque les notions de génie écologique et de quinzième cible HQE, si ce n'est que cette dernière encourage l'utilisation d'espèces plus locales, en extérieur au moins.

## Quelques réalisations
Patrick Blanc a effectué plus de 200 réalisations à travers le monde, y compris l'aménagement de sa propre maison réalisé en 2009 par l'architecte Gilles Ebersolt à Évry. Il a collaboré à plusieurs reprises avec Jean Nouvel.
- 1986 : premier mur végétal, réalisé à la Cité des sciences et de l'industrie à Paris
- 1994 : Festival des jardins de Chaumont-sur-Loire
- 1996 : Serre du Jardin Botanique de Toulouse
- 1998 : mur végétal de la Fondation Cartier, construite par Jean Nouvel à Paris
- 2000 : mur végétal à l’aquarium de Gênes
- 2000 : mur végétal du Forum culturel au Le Blanc-Mesnil
- 2001 : mur végétal de l'hôtel Pershing Hall à Paris
- 2003 : mur végétal de l'ambassade de France à New Delhi
- 2003 : murs végétaux d'une maison privée à Séoul
- 2004 : bâtiment administratif du Musée du quai Branly à Paris, le plus grand au monde à l'époque avec 15 000 plantes de 150 espèces sur 800 m2.
- 2004 : murs végétaux du Musée du 21ème siècle à Kanazawa
- 2004 : mur végétal de l'exposition FAAP Chapada do Araripe à Sao Paulo
- 2005 : mur végétal de la façade nord des halles d'Avignon
- 2005 : square Vinet à Bordeaux, avec Michel Desvigne
- 2005 : mur végétal de Astralia, Cité de l'Espace à Toulouse
- 2005 : mur végétal de l'Emporium Shopping mall à Bangkok
- 2006 : mur végétal dans l'Espace Weleda, 8e arrondissement de Paris
- 2006 : Mur végétal de La Défense du centre commercial Westfield Les 4 Temps à Puteaux
- 2006 : mur végétal du Parlement de Bruxelles
- 2006 : Mur végétal de l'immeuble PhytoUniverse sur la 58ème rue à New York
- 2007 : mur végétal du magasin BHV Hommes, 4e arrondissement de Paris
- 2007 : mur végétal CaixaForum à Madrid
- 2008 : mur végétal de la rue d'Alsace dans le passage entre la gare de l'est et la gare du nord (accès libre aux 21 rue d'Alsace et 144 rue du Faubourg Saint-Denis à Paris, entre 7 heures et 19 heures), alors sa plus grande réalisation avec 1 400 m2 de superficie et 27 m de hauteur
- 2008 : mur végétal du Muséum d'Histoire Naturelle à Toulouse
- 2008 : Pont Max Juvenal du rond-point du Grand Théâtre de Provence à Aix-en-Provence de 650 m2 sur 15 mètres de hauteur avec 22 000 plantes[5]
- 2008 : mur végétal de la tour de cristal à Madrid
- 2008 : mur végétal des Galeries Lafayette à Berlin
- 2008 : mur végétal de Leamouth Development à Londres
- 2009 : murs et colonnes végétalisés du 360 Mall à Koweït City
- 2009 : mur végétal du Trio Building à Sydney
- 2010 : plafond de la Serre du Jardin des plantes de Paris
- 2010 : façades végétalisées de la Nouvel-Tower, Praterstrasse 1, construite par Jean Nouvel à Vienne
- 2010 : mur végétal de SC Johnson à Racine, États-Unis
- 2011 : mur végétal de la Drew School à San Francisco
- 2011 : mur végétal à Muharraq, Bahreïn
- 2011 : mur végétal de l'Icon Hotel de l'université polytechnique de Hong Kong
- 2011 : mur végétal de la Foundation for the Carolinas à Charlotte, États-Unis
- 2012 : mur végétal de la librairie Dussmann KulturKaufhaus, Berlin[6]
- 2012 : mur végétal du restaurant Juvia à Miami
- 2012 : façades végétalisées du centre commercial Alpha Park 2, à Les Clayes-sous-Bois, alors le plus grand mur végétal du monde avec 2000 m²
- 2013 : colonnes végétales suspendues du Pérez Art Museum Miami construit par Herzog & de Meuron à Miami
- 2013 : mur végétal L'Oasis d'Aboukir à Paris
- 2013 : mur végétal de l'immeuble Jupiter, Sainte-Geneviève-des-Bois
- 2013 : mur végétal de l'hôtel Sofitel Palm Jumeirah à Dubai

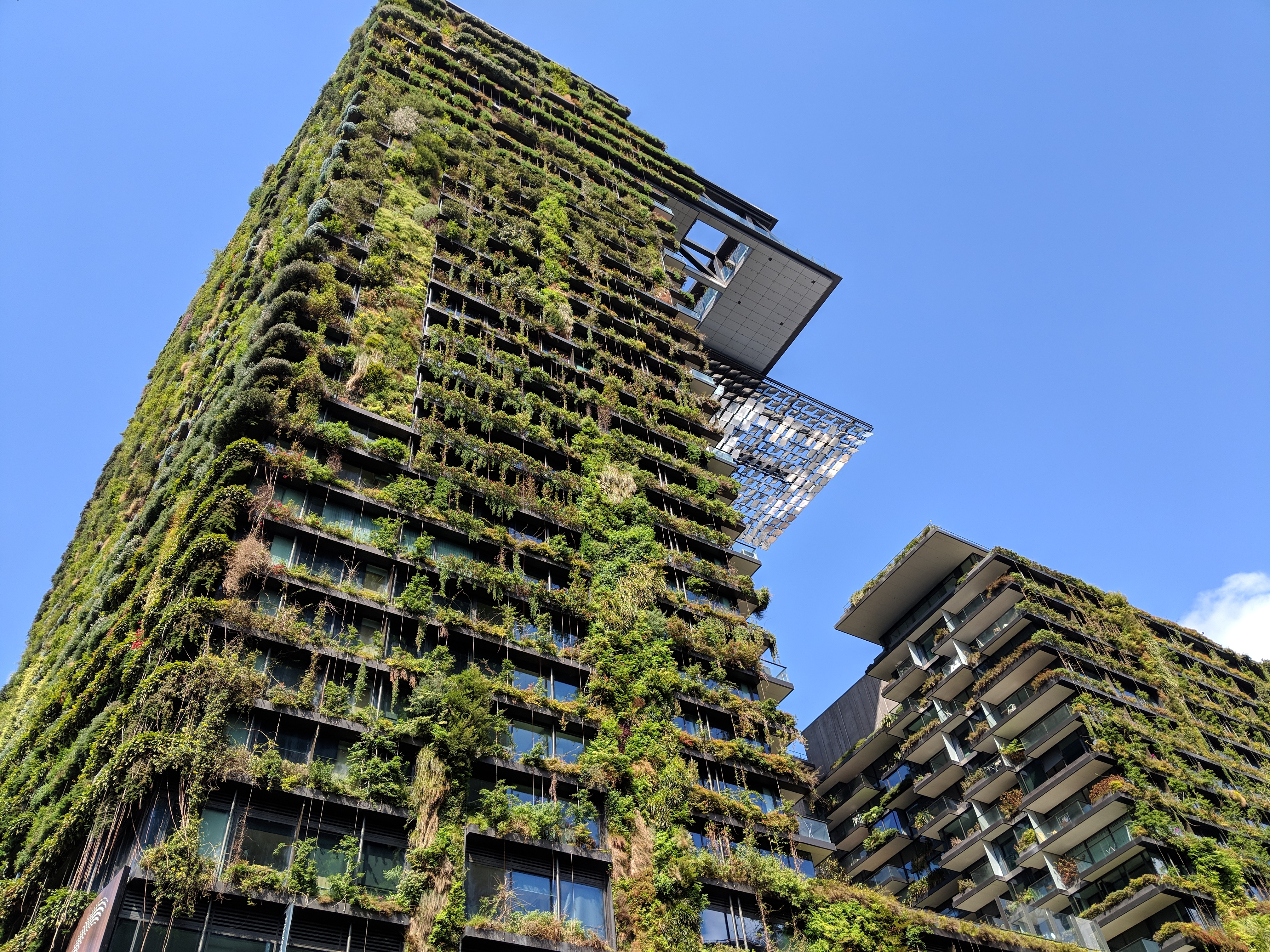
One Central Park, Sydney, 2013

- 2013 : façades végétalisées des 2 tours de 34 et 12 étages sur 116 m et 64,50 m de haut de One Central Park construites par Jean Nouvel à Sydney, alors les plus hautes du monde
- 2014 : mur végétal du KAFD Conference Center à Riyad
- 2015 : mur végétal de la station de Shinkansen de Yamaguchi
- 2015 : Chandelier de la forêt vierge de l'Emquartier à Bangkok, la plus longue structure suspendue couverte de plantes avec 103 m de long[7]
- 2016 : mur végétal du Yoshii Penthouse construit par Tadao Ando à New York
- 2016 : Village de la Péronne McArthurGlen à Miramas
- 2017 : colonnes végétales du grand magasin Robinsons à Dubai
- 2017 : mur végétal et mur digital de Ginza Six à Tokyo
- 2017 : mur végétal de la 53W53 Tower à New York
- 2017 : murs et suspensions végétales de la C Future City à Shenzhen
- 2017 : façades végétalisées des 2 tours de 48 et 42 étages sur 201 m et 161 m de Le Nouvel KLCC édifiées par Jean Nouvel à Kuala Lumpur[8], les plus hautes du monde
- 2018 : façades végétalisées du Musée d'art contemporain de Pusan, Corée du Sud, sur l'île Eulsuk[9]
- 2019 : façades végétalisées de l'Atlas Mall, Téhéran
- 2020 : mur végétal de 410 m de long du Kuwait 360 International Tennis Complex à Koweït City[10]
- 2022 : mur végétal du 110 Charlton street, Greenwich West, New York
- 2023 : mur végétal de McArthurGlen Paris à Giverny
- 2023 : Jardins Dreamscape et gourmet et colonnes végétales de l'aéroport de Singapour-Changi, Singapour
- 2023 : mur végétal de l'aéroport de Bengalore
- 2023 : mur végétal de la tour Raycom, Pékin
- 2023 : mur végétal du restaurant Matthew Kenney des magasins du Printemps à Doha

## Expositions
- Printemps 1996, « Les folles Ipomées » au Festival international des jardins de Chaumont-sur-Loire, une cinquantaine de spécimens de la famille des Convolvulaceae qui seront à l’origine de la Collection nationale de Convolvulacées[11].
- 2002 : « À la recherche du Bégonia bleu par Patrick Blanc », Hôtel de Bondeville, Paris.
- 2006 : « Folies végétales », Espace EDF Electra, du 8 décembre 2006 au 18 mars 2007[12].
- 2022 : « Végétal, l'Ecole de la beauté », Maison Chaumet, Beaux-Arts de Paris, Paris, commissaire Marc Janson.
- 2023 : « Les Intrigantes de l'Ombre », Jardin botanique de Nancy.
- 2024 : « Trop Belles pour Disparaitre », Serre de la Madone, Menton.

## Éponymie
Parmi les 3 nouvelles espèces découvertes par Patrick Blanc, le Begonia blancii, trouvé en 2011 sur l’île de Palawan, aux Philippines a été nommé en son honneur.

## Galerie

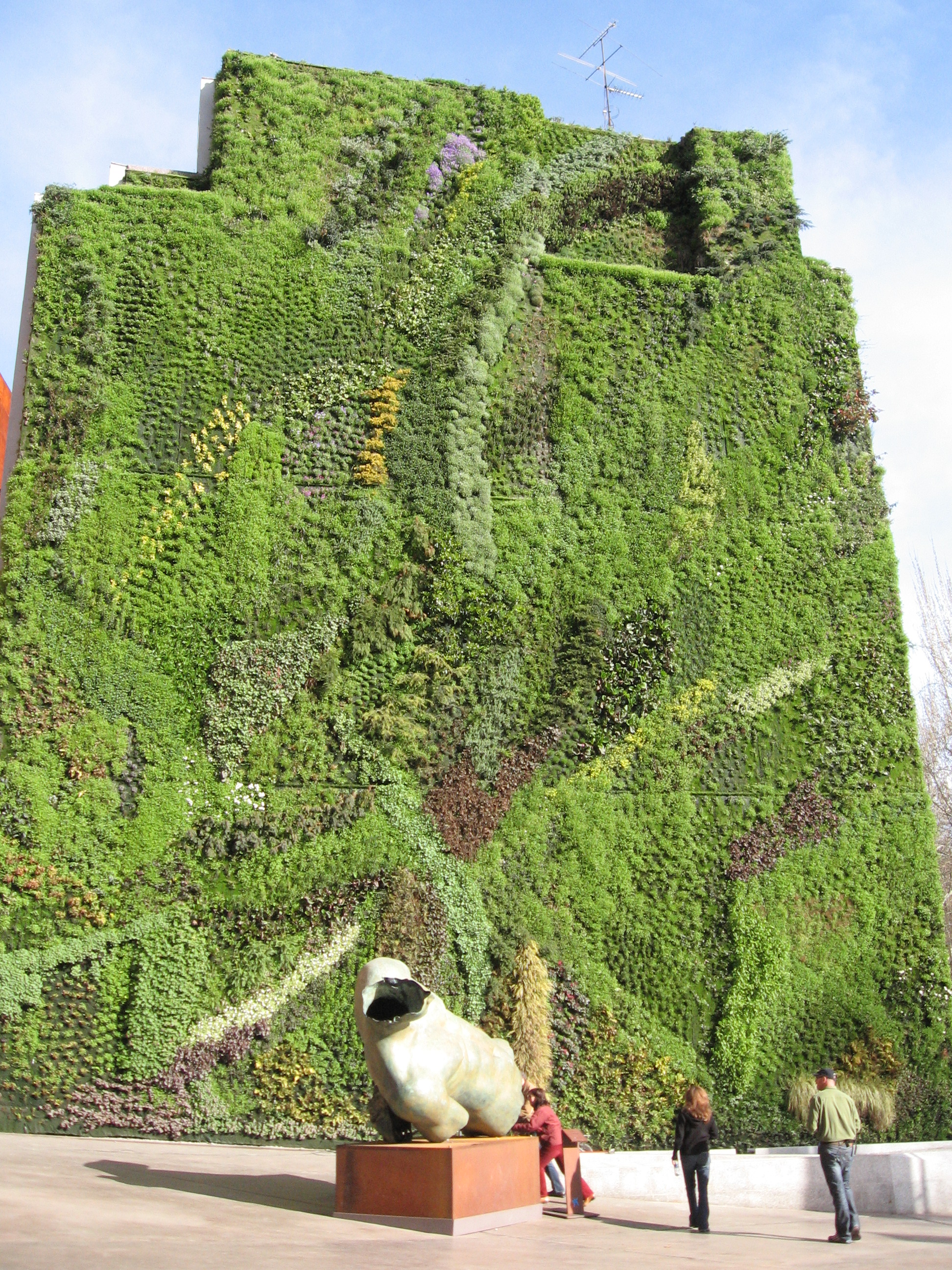
Le mur végétal de CaixaForum Madrid après sa création en 2007.
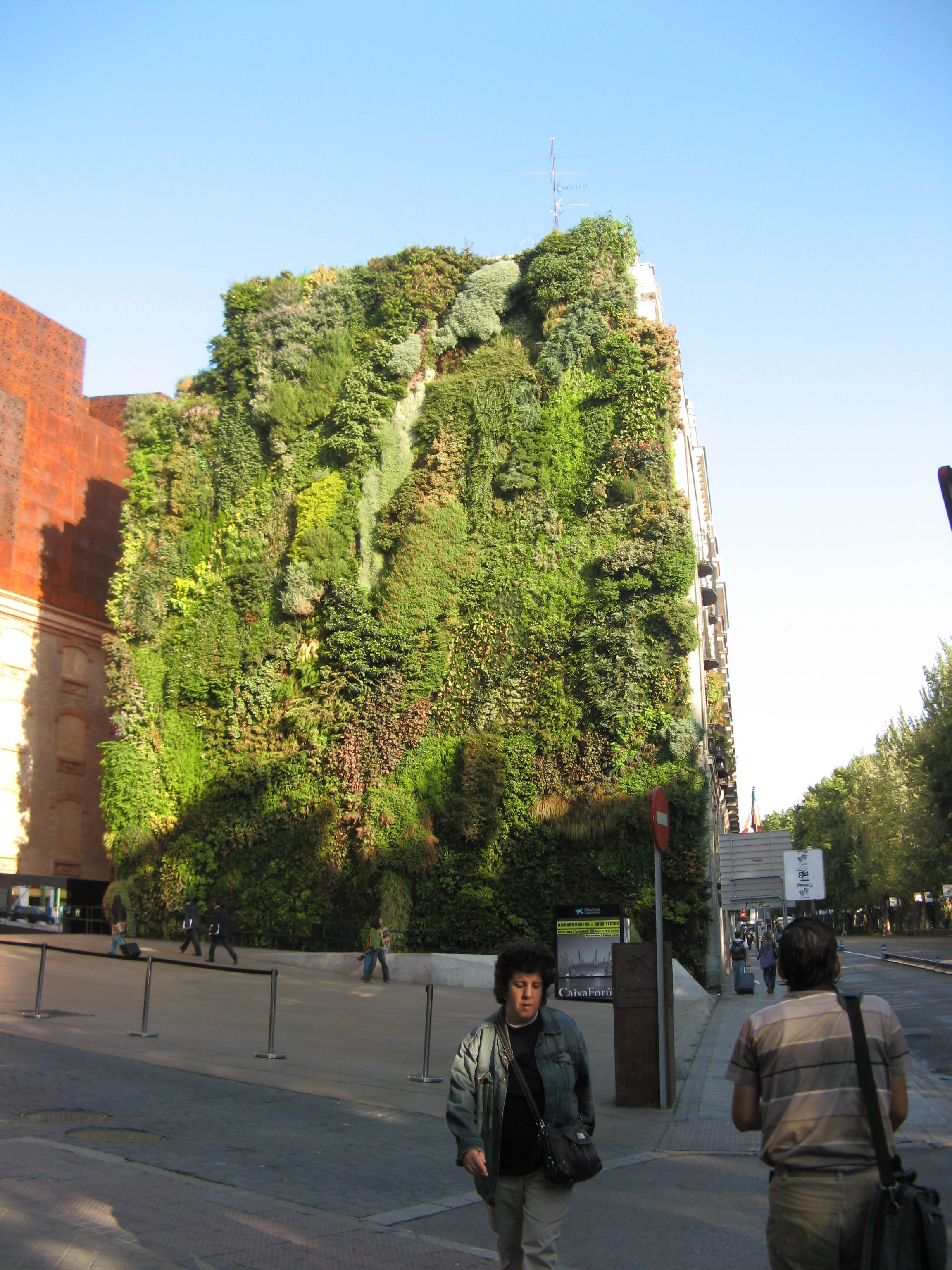
CaixaForum en 2009.
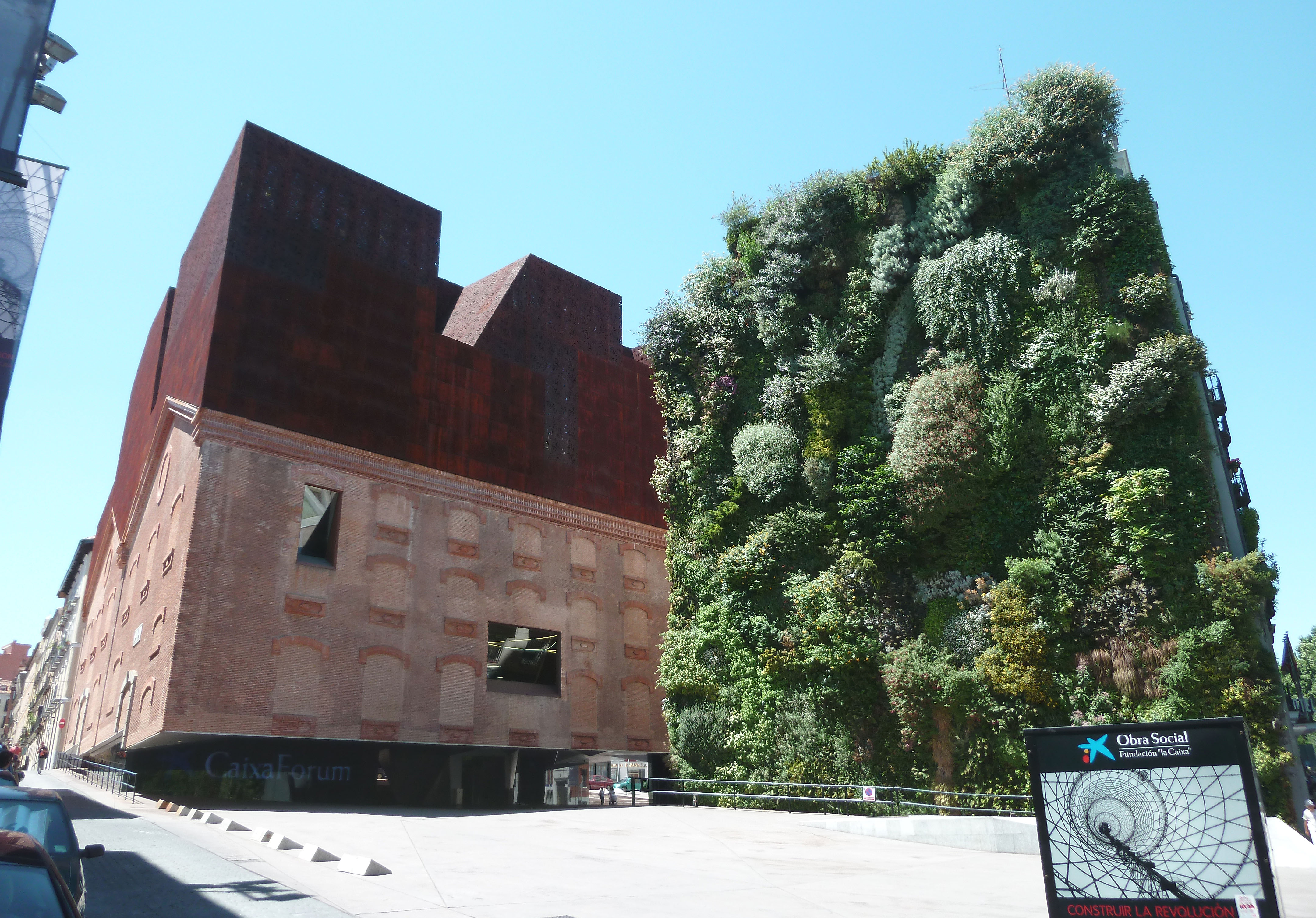
CaixaForum en 2011, montrant l'évolution de la végétation en 4 ans.
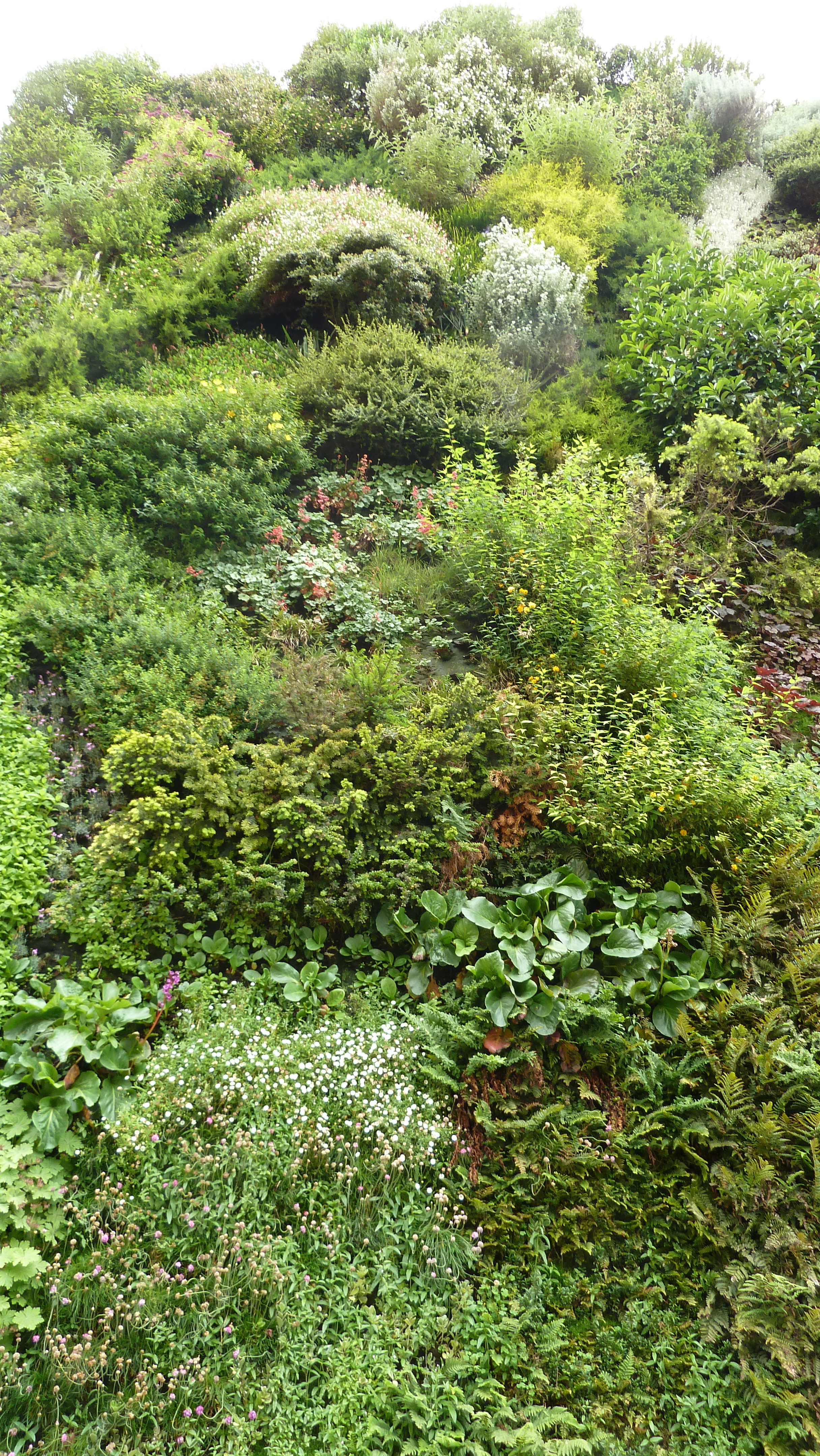
Détail de CaixaForum en 2011.
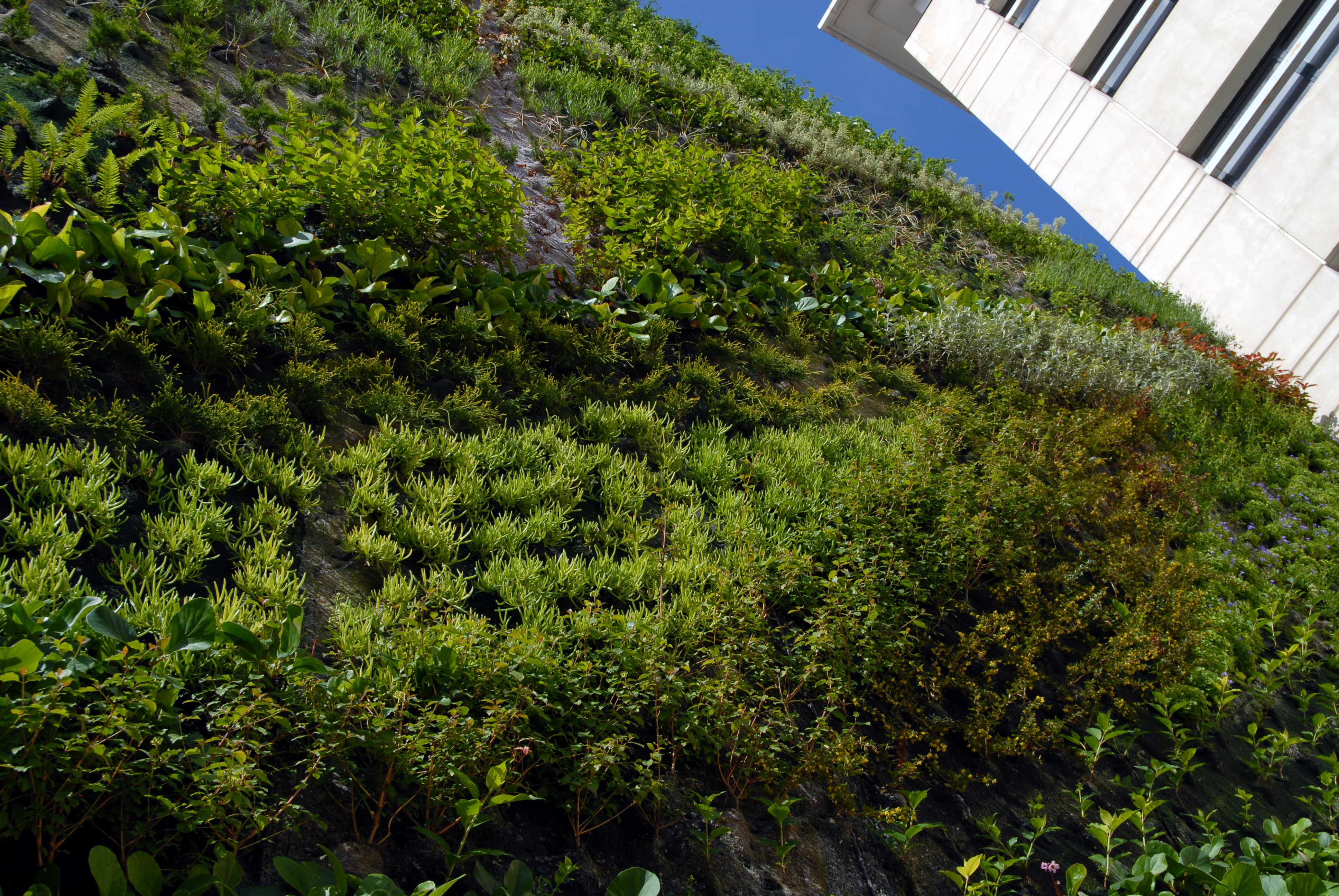
Mur végétal de l'arche du rond-point du Grand Théâtre de Provence, à Aix-en-Provence (2008).